# Ваноли, Паоло
Па́оло Вано́ли (итал. Paolo Vanoli; род. 12 августа 1972, Варезе, Ломбардия) — итальянский футболист, защитник и полузащитник. После завершения игровой карьеры — тренер.

## Клубная карьера
Паоло Ваноли — воспитанник клуба «Варезе», за основной состав которого он так и не дебютировал. Затем он играл за клубы серии D, «Беллинцаго» и «Корсико». Оттуда Ваноли перешёл в 1993 году в «Венецию», где сыграл два сезона. Затем Паоло стал игроком клуба «Верона», с которой уже в первый же сезон вышел в серию A.
Летом 1998 года Ваноли заинтересовались два больших итальянских клуба, «Ювентус» и «Парма». В результате защитник стал игроком «Пармы», хотя сам заявлял, что предпочёл бы присоединиться к «старой синьоре». Здесь прошёл самый лучший период карьеры футболиста: он выиграл Кубок и Суперкубок Италии, а также отпраздновал победу в Кубке УЕФА, в финалах Кубка страны и УЕФА Ваноли забивал по голу. При этом, первоначально он планировался «Пармой» в качестве игрока подмены, но быстро стал твёрдым футболистом основы клуба.
В 2000 году Ваноли перешёл в «Фиорентину», где сыграл два сезона. С этим клубом Паоло выиграл ещё один Кубок Италии, при этом он забил единственный гол в первом финальном матче со своей бывшей командой, «Пармой». Затем защитник провёл сезон в «Болонье», а потом уехал в Шотландию в клуб «Рейнджерс». Затем он играл в «Виченце», которой был куплен за 3 млн евро, а завершил карьеру в греческом «Акратитосе».

## Карьера в сборной
Дебютировал за сборную Италии 13 ноября 1999 года в товарищеском матче против сборной Бельгии (1:3), в котором также забил мяч. 26 апреля 2000 года Ваноли сыграл второй и последний матч за сборную — товарищеский против Португалии (2:0).

## Тренерская карьера
Тренерскую карьеру Ваноли начал через год после завершения игровой, возглавив любительский клуб «Домельяра», которую вывел в серию D.

### Сборные Италии
В августе 2010 года Паоло стал помощником Даниеле Дзоратто в сборных Италии до 16 и до 17 лет. С последней он достиг финала чемпионата Европы, в котором итальянцы проиграли сборной России. В 2013 году Ваноли стал помощником Алессандро Пане в сборной Италии до 18 и до 19 лет. Там он проработал два года, после чего единолично возглавил команду. Он вывел сборную в финал юношеского чемпионата Европы со второго места в группе. В основном турнире команда дошла до финала, в котором не играла 13 лет, но и здесь она осталась второй, проиграв решающий матч Франции.
В 2016 году Ваноли стал ассистентом Джан Пьеро Вентуры в первой сборной Италии, и ушёл оттуда после увольнения последнего, когда «скуадра адзурра» впервые с 1958 года не попала в финальную часть чемпионата мира.

### Ассистент Конте
18 июля 2017 года Паоло присоединился к главному тренеру лондонского «Челси» Антонио Конте, где помог «синим» выиграть Кубок Англии в том году. Когда Антонио был уволен, также были уволены и оба его помощника. После этого Конте возглавил миланский «Интер», куда также пригласил Паоло на должность технического тренера. С клубом Ваноли стал чемпионом страны и вышел финал Лиги Европы УЕФА. Когда по окончании сезона Конте возглавил клуб «Тоттенхэм Хотспур», Ваноли в новый клуб не пригласили. По словам журналиста Нобеля Арустамяна, Конте всё же звал Паоло в свой штаб, но тот не согласился, желая начать самостоятельную работу.

### «Спартак» (Москва)
В ноябре 2021 года появились слухи о том, что Ваноли возглавит московский «Спартак». 17 декабря 2021 года возглавил «Спартак», подписав контракт до конца сезона 2022/23 с опцией продления ещё на год. Также Паоло пригласил в клуб бригаду итальянских тренеров — ассистента Марко Донаделя, тренера вратарей Марко Дзуккера, тренера по физподготовке Джампьеро Ашенци и аналитика Андреа Бьянки. 26 февраля 2022 года Ваноли провёл свой первый официальный матч в «Спартаке», домашний матч 19-го тура против московского ЦСКА завершился поражением 0:2. Первую победу с красно-белыми одержал 2 марта 2022 года в домашнем матче 1/8 финала Кубка России, в котором была разгромлена «Кубань» (6:1). В чемпионате России первую победу вместе с клубом одержал 6 марта 2022 года в гостевом матче 20-го тура против московского «Динамо» (2:0). За первые пять матчей в чемпионате России «Спартак» под руководством Ваноли набрал четыре очка, что стало повторением худшего старта за время выступлений клуба в чемпионатах России, антирекорд был установлен Дмитрием Гунько в 2014 году. 11 мая 2022 года «Спартак» в полуфинальном матче Кубка России обыграл «Енисей» (3:0) и впервые за 16 лет вышел в финал. По итогам сезона клуб занял 10-е место в чемпионате. 29 мая 2022 года «Спартак» обыграл в финале «Динамо» со счётом 2:1 и впервые за 19 лет стал обладателем Кубка России. 9 июня 2022 года по не зависящим от «Спартака» обстоятельствам, Ваноли принял решение покинуть клуб, расторгнув контракт по соглашению сторон.

### «Венеция»
7 ноября 2022 года возглавил «Венецию», выступающую в итальянской Серии B. Контракт был подписан до 2024 года, соглашение также предусматривает опцию продления ещё на два года. В тренерский штаб вошли Лино Филипе Невес Годиньо (ассистент), Марко Цуккер (тренер вратарей) и Джампьеро Ашенци (тренер по физической подготовке). За 26 игр под руководством Ваноли «Венеция» набрала 40 очков, заняв восьмое место и квалифицировалась в плей-офф, где они выбыли от «Кальяри» в первом раунде. 9 августа 2023 года Ваноли продлил контракт с «Венецией» до 30 июня 2026 года. В сезоне 2023/24 Серии B «Венеция» заняла третье место, набрав 70 очков в 38 матчах и получила право участвовать в матчах плей-офф за выход в Серию A. 2 июня 2024 года, после победы в плей-офф Серии B над «Кремонезе» (1:0), «Венеция» спустя два года вернулась в Серию A. 20 июня 2024 года Ваноли и «Венеция» расторгли контракт по обоюдному согласию сторон.

### «Торино»
21 июня 2024 года Ваноли возглавил «Торино», подписав двухлетний контракт. После трёх стартовых туров Серии A, «Торино» набрало семь очков и занимало третье место, уступая «Ювентусу» и «Интеру» лишь по дополнительным показателям. 13 сентября 2024 года Ваноли был признан лучшим тренером Серии A по итогам августа. Под руководством Ваноли команда финишировала на 11-м месте в турнирной таблице сезона 2024/25. 5 июня 2025 года «Торино» объявило об увольнении Ваноли с поста главного тренера.

## Статистика

### Клубная
| Выступление      | Выступление          | Выступление      | Лига | Лига | Кубки | Кубки | Еврокубки | Еврокубки | Прочие | Прочие | Итого | Итого |
| Клуб             | Лига                 | Сезон            | Игры | Голы | Игры  | Голы  | Игры      | Голы      | Игры   | Голы   | Игры  | Голы  |
| ---------------- | -------------------- | ---------------- | ---- | ---- | ----- | ----- | --------- | --------- | ------ | ------ | ----- | ----- |
| Беллинцаго       | Межрегиональная лига | 1991/92          | 28   | 1    | —     | —     | —         | —         | —      | —      | 28    | 1     |
| Беллинцаго       | Итого                | Итого            | 28   | 1    | —     | —     | —         | —         | —      | —      | 28    | 1     |
| Корсико          | Серия D              | 1992/93          | 31   | 3    | 0     | 0     | —         | —         | —      | —      | 31    | 3     |
| Корсико          | Итого                | Итого            | 31   | 3    | 0     | 0     | —         | —         | —      | —      | 31    | 3     |
| Венеция          | Серия B              | 1993/94          | 30   | 2    | 5     | 0     | —         | —         | —      | —      | 35    | 2     |
| Венеция          | Серия B              | 1994/95          | 26   | 0    | 1     | 0     | —         | —         | —      | —      | 27    | 0     |
| Венеция          | Итого                | Итого            | 56   | 2    | 6     | 0     | —         | —         | —      | —      | 62    | 2     |
| Венеция          | Серия B              | 1995/96          | 30   | 0    | 0     | 0     | —         | —         | —      | —      | 30    | 0     |
| Венеция          | Серия A              | 1996/97          | 27   | 0    | 1     | 0     | —         | —         | —      | —      | 28    | 0     |
| Венеция          | Серия B              | 1997/98          | 27   | 2    | 4     | 1     | —         | —         | —      | —      | 31    | 3     |
| Венеция          | Итого                | Итого            | 84   | 2    | 5     | 1     | —         | —         | —      | —      | 89    | 3     |
| Парма            | Серия A              | 1998/99          | 14   | 2    | 9     | 1     | 7         | 1         | —      | —      | 30    | 4     |
| Парма            | Серия A              | 1999/00          | 29   | 0    | 1     | 0     | 7         | 0         | 1      | 0      | 38    | 0     |
| Парма            | Итого                | Итого            | 43   | 2    | 10    | 1     | 14        | 1         | 1      | 0      | 68    | 4     |
| Фиорентина       | Серия A              | 2000/01          | 27   | 0    | 4     | 0     | 8         | 2         | —      | —      | 39    | 2     |
| Фиорентина       | Серия A              | 2001/02          | 17   | 1    | 0     | 0     | 5         | 0         | —      | —      | 22    | 1     |
| Фиорентина       | Итого                | Итого            | 44   | 1    | 4     | 0     | 13        | 2         | —      | —      | 61    | 3     |
| Болонья          | Серия A              | 2002/03          | 21   | 2    | 1     | 0     | —         | —         | —      | —      | 22    | 2     |
| Болонья          | Итого                | Итого            | 21   | 2    | 1     | 0     | —         | —         | —      | —      | 22    | 2     |
| Рейнджерс        | Премьер-лига         | 2003/04          | 23   | 1    | 5     | 0     | 7         | 0         | —      | —      | 35    | 1     |
| Рейнджерс        | Премьер-лига         | 2004/05          | 5    | 0    | 1     | 0     | 1         | 0         | —      | —      | 7     | 0     |
| Рейнджерс        | Итого                | Итого            | 28   | 1    | 6     | 0     | 8         | 0         | —      | —      | 42    | 1     |
| Виченца          | Серия B              | 2004/05          | 17   | 2    | —     | —     | —         | —         | 2      | 0      | 19    | 2     |
| Виченца          | Итого                | Итого            | 17   | 2    | —     | —     | —         | —         | 2      | 0      | 19    | 2     |
| Акратитос        | Суперлига            | 2005/06          | 4    | 0    | 1     | 0     | —         | —         | —      | —      | 5     | 0     |
| Акратитос        | Итого                | Итого            | 4    | 0    | 1     | 0     | —         | —         | —      | —      | 5     | 0     |
| Всего за карьеру | Всего за карьеру     | Всего за карьеру | 356  | 16   | 33    | 2     | 35        | 3         | 3      | 0      | 427   | 21    |

1. ↑  Матчи плей-офф

### Сборная
| Матчи Паоло Ваноли за сборную Италии | Матчи Паоло Ваноли за сборную Италии | Матчи Паоло Ваноли за сборную Италии | Матчи Паоло Ваноли за сборную Италии | Матчи Паоло Ваноли за сборную Италии | Матчи Паоло Ваноли за сборную Италии | Матчи Паоло Ваноли за сборную Италии |
| ------------------------------------ | ------------------------------------ | ------------------------------------ | ------------------------------------ | ------------------------------------ | ------------------------------------ | ------------------------------------ |
| №                                    | Дата                                 | Место проведения                     | Оппонент                             | Счёт                                 | Голы                                 | Турнир                               |
| 1                                    | 13 ноября 1999                       | Лечче                                | Бельгия                              | 1:3                                  | 1                                    | Товарищеский матч                    |
| 2                                    | 26 апреля 2000                       | Реджо-ди-Калабрия                    | Португалия                           | 2:0                                  | —                                    | Товарищеский матч                    |

### Тренерская
| Команда          | Начало работы   | Завершение работы | Показатели | Показатели | Показатели | Показатели | Показатели | Показатели | Показатели | Показатели |
| Команда          | Начало работы   | Завершение работы | М          | В          | Н          | П          | МЗ         | МП         | +/-        | % побед    |
| ---------------- | --------------- | ----------------- | ---------- | ---------- | ---------- | ---------- | ---------- | ---------- | ---------- | ---------- |
| Спартак (Москва) | 17 декабря 2021 | 9 июня 2022       | 16         | 8          | 3          | 5          | 29         | 17         | +12        | 050,00     |
| Венеция          | 7 ноября 2022   | 20 июня 2024      | 70         | 35         | 16         | 19         | 115        | 82         | +33        | 050,00     |
| Торино           | 21 июня 2024    | 5 июня 2025       | 40         | 11         | 14         | 15         | 42         | 47         | −5         | 027,50     |
| Итого            | Итого           | Итого             | 126        | 54         | 33         | 39         | 185        | 145        | +40        | 042,86     |

## Достижения

### Игровые
«Парма»
- Обладатель Кубка Италии: 1998/99
- Обладатель Суперкубка Италии: 1999
- Обладатель Кубка УЕФА: 1998/99

«Фиорентина»
- Обладатель Кубка Италии: 2000/01

### Тренерские
«Спартак» (Москва)
- Обладатель Кубка России: 2021/22

## Личная жизнь
Ваноли женат на сардинке Барбаре. У них трое детей: Джорджия, Андреа и Грета.
Родной брат Паоло — Родольфо, также являлся футболистом и тренером.